# Blas Pérez
Blas Antonio Miguel Pérez Ortega (Ciudad de Panamá, 13 de marzo de 1981) es un exfutbolista panameño. Jugaba en la posición de delantero. Anotó 260 goles durante su carrera futbolística, 42 de ellos con la selección Nacional. Es considerado uno de los jugadores más populares y reconocidos del fútbol panameño.

## Trayectoria
Debutó en 1997 jugando para el Panamá Viejo Fútbol Club en la primera división panameña contra el Tauro Fútbol Club con un triunfo de 2-1 para su equipo.
En su paso por Colombia se destacó su desempeño en el Deportivo Cali, con el cual ganó el torneo clausura 2005; también jugó con el Cúcuta Deportivo, equipo con el cual ganó el Torneo Finalización 2006 y jugó la Copa Libertadores 2007.

### Hércules CF
Aunque su fichaje por el Hércules Club de Fútbol fue anunciado en mayo de 2007 cuando el jugador disputaba las semifinales de la Copa Libertadores entre Cúcuta Deportivo y Boca Juniors, no fue hasta el 18 de julio cuando se produjo su presentación oficial como jugador del club de la ciudad de Alicante. Se convirtió en el fichaje estrella para la temporada 2007/08 y uno de los más costosos de la historia del Hércules (1,1 millones de euros). Asimismo su llegada a Alicante levantó un gran revuelo en los aficionados herculanos y medios de comunicación que llegaba con la vitola de goleador referencia para lograr el ascenso del Hércules a Primera División.
Aprovechando las vacaciones de Navidad en diciembre de 2007, Blas pidió al Hércules que le permitieran fichar por otro equipo alegando motivos de familiares y falta de adaptación al fútbol español. El Cruz Azul mexicano pujó muy fuerte por él, y tras alcanzar un acuerdo total Hércules (poseedor del 50% de los derechos del jugador) y Cruz Azul, llegó el problema con el otro 50%. Este último porcentaje, en poder del agente futbolístico Luis Felipe Posso, el cual no llegó a un acuerdo con el club mexicano y no fructificó su fichaje.
Tras su regreso a los entrenamientos en enero de 2008 y cuando todo apuntaba a que el panameño se quedaría hasta la conclusión de la liga en el Hércules CF, se produjo su fichaje por el Tigres de San Nicolás de los Garza. Se anunció oficialmente cuando el jugador estaba en la ciudad de Cádiz, en la concentración previa al partido que disputó al Hércules y Cádiz Club de Fútbol. El jugador no fue incluido en la lista definitiva de jugadores para el partido y regresó hacia Alicante con sus ya excompañeros.
El panameño terminó su vinculación con el Hércules CF a falta de un partido para la conclusión de la Primera Vuelta de la Segunda División y su último partido con la elástica blanquiazul fue el 13 de enero de 2008 en el estadio José Rico Pérez en el clásico derbi alicantino contra el Elche Club de Fútbol. Disputó con el equipo de Alicante en liga un total de 1.313 minutos en 16 partidos como titular y ninguno como suplente, y una cifra de 4 goles; en Copa del Rey disputó 4 encuentros.

### Deportivo Cali
Blas Pérez jugaría en su tercer equipo en Colombia de los cuatro con los que jugó en dicho país, en el Deportivo Cali, equipo con el cual llegaría en el 2005 saliendo campeón del mismo año, sumando un total de 9 goles en el segundo semestre de la Copa Mustang o también llamado Torneo Finalización, faltándole así en total 3 goles para haber igualado al delantero colombiano Hugo Rodallega de su mismo equipo con 12 goles. En dicho torneo Blas Pérez fue una de las piezas claves para la obtención del octavo título del Deportivo Cali en su historia, marcando el tercer gol de su equipo en el partido clasificatorio a la final frente al Once Caldas de Manizales, con asistencia del goleador del torneo Hugo Rodallega, partido que ganaría el Deportivo Cali por 3 goles a 1 el 11 de diciembre de 2005. En la final de ida el 14 de diciembre de 2005 su equipo ganaría en el Estadio Olímpico Jaime Morón León de Cartagena 2-0 en condición de visitante contra el Real Cartagena, con dos goles de Hugo Rodallega; ya el en la final de vuelta el 18 de diciembre de 2005 en el Estadio Olímpico Pascual Guerrero de la Ciudad de Cali se coronaria Campeón por primera vez en su vida, terminando el marcador del partido de vuelta 1 a 0 a favor del Deportivo Cali con gol del volante chileno Jaime Riveros a los 15 minutos del primer tiempo deslizándose por el palo izquierdo solo, así mismo el Deportivo Cali tendría un global de 3 a 0, el panameño fue uno de los ídolos y piezas claves del octavo título "azucarero" junto a Álvaro José Domínguez Hugo Rodallega, Hernando Patiño, Juan Pablo Ramírez, Ricardo Ciciliano, entre otros.
En el año 2006 tuvo la oportunidad de ser bicampeón con el equipo, llegando así la final del Torneo Apertura del primer semestre de la Copa Mustang, enfrentándose contra el Deportivo Pasto, perdiendo en casa 1 a 0, desperdiciando Blas Pérez un penal a los últimos minutos del encuentro, de lo que se hablaría pero sin confirmar, que ese fue uno de los motivos de su salida del "Glorioso". En la ciudad de San Juan de Pasto empatando 1 a 1 perderían la final con un global de 2 a 1.
También jugó la Copa Libertadores 2006, pero sin mucho éxito con su equipo, terminando eliminado en la última posición en la fase de grupos con tan solo un punto, empatando en condición de local a dos goles con Tigres de México, compartiendo su grupo con Universidad Católica de Chile, Corinthians de Brasil y Tigres de México, equipo con el cual posteriormente se habló que habían empatado a dos tanto

### Cúcuta Deportivo
Campeón del Torneo Finalización 2006 el 20 de diciembre de 2006, goleador del Cúcuta Deportivo, semifinalista en la Copa Libertadores 2007 con ocho goles (dos de ellos al Boca Juniors de Argentina (3-1), dos menos que el goleador del certamen, el paraguayo Salvador Cabañas.

### Tigres UANL
El fichaje de Blas Pérez tuvo un coste total de 3 millones de euros (unos 45 millones de pesos mexicanos), de los cuales, 2 fueron a las arcas del Hércules CF de Alicante y el restante hacia el dueño del otro 50% del futbolista.
Se convirtió en el quinto extranjero para reforzar al club Tigres UANL en el Torneo Clausura 2008. Blas Pérez formará tridente ofensivo con Gastón Fernández y Lucas Lobos, además de Francisco Fonseca.

### CF Pachuca
En enero de 2009 se anuncia su traspaso al Pachuca. En el cual se convirtió en el segundo mejor goleador de Pachuca en el torneo Clausura 2009, con 5 anotaciones.

### Al WASL FC
Después de su buena exhibición en la Copa Oro CONCACAF 2009, Al Wasl FC de Dubái fue capaz de garantizar los servicios de Blas Pérez para jugar en la Liga de los Emiratos Árabes Unidos basada en la recomendación de Alexandre Guimarães.

### San Luis F.C.
El 9 de enero de 2010 se informa que Blas Pérez sería el último fichaje de este club. Con la que terminó el torneo con 5 anotaciones.

### Club León
28 de mayo de 2010 fue firmado por el Club León de la Liga de la Liga de Ascenso de México para el torneo del 2010 donde en ese certamen logró anotar 5 goles, fue el segundo goleador del equipo por detrás de Jared Borgetti.
Es conocido por ser expulsado en la final.

### Árabe Unido
El 31 de enero de 2017 firma con el Árabe Unido club de sus amores.

### Guatemala
El 29 de junio de 2017 firma con el CSD Municipal club en el que jugará con Felipe Baloy, mítico capitán de la selección panameña.

## Selección nacional
Debutó en la Selección sub-20 con 17 años de edad. También ha integrado Selección sub-20, sub-21, sub-23 (Torneo Preolímpico de México) y Mayor. Con la máxima selección panameña jugó las eliminatorias de la Confederación en 2004, logrando el tiquete para disputar el Hexagonal Final.
Participó junto al seleccionado panameño de la segunda hexagonal que ha disputado ese país en su historia con miras a Brasil 2014 ocupando el quinto lugar el cual no les permitió el repechaje al mundial. También participó en la Copa de Oro del 2013 obteniendo el subcampeonato del torneo demostrando así de que la selección panameña estaba pasando un buen momento. En ese torneo hicieron propios récords como ser el primer equipo en golear más de 5 goles en cuartos de final del mismo partido.
Ganarle a la selección mexicana consecutivamente en menos de 3 semanas. Segundo máximo goleador de la historia de la Selección de fútbol de Panamá con 42 goles en 122 partidos, detrás de Luis Tejada que tiene 43 goles en 108 partidos.
Es internacional con la Selección de fútbol de Panamá desde el año 2000. Se retiró de la selección después de disputar el mundial de Rusia 2018.
Se encuentra en la posición 126 de los Futbolistas con 40 o más goles en selecciones nacionales

## Clubes
- Se suman 122 partidos y 42 goles con la Selección de Panamá.

| Club                    | País                   | Año                 | Partidos | Goles' |
| ----------------------- | ---------------------- | ------------------- | -------- | ------ |
| Panamá Viejo            | Panamá                 | 1997 - 2001         | 56       | 37     |
| Árabe Unido             | Panamá                 | 2001 - 2002         | 36       | 10     |
| Nacional                | Uruguay                | 2002                | 2        | 0      |
| Envigado F. C.          | Colombia               | 2003                | 29       | 6      |
| Centauros Villavicencio | Colombia               | 2004                | 29       | 29     |
| Deportivo Cali          | Colombia               | 2005 - 2006         | 59       | 22     |
| Cúcuta Deportivo        | Colombia               | 2006 - 2007         | 44       | 23     |
| Hércules                | España                 | 2007                | 16       | 4      |
| Tigres UANL             | México                 | 2008                | 31       | 8      |
| Pachuca                 | México                 | 2009                | 26       | 7      |
| Al Wasl                 | Emiratos Árabes Unidos | 2009                | 8        | 4      |
| San Luis                | México                 | 2010                | 18       | 5      |
| León                    | México                 | 2010 - 2011         | 30       | 19     |
| Indios                  | México                 | 2011                | 12       | 3      |
| FC Dallas               | Estados Unidos         | 2012 - 2015         | 110      | 42     |
| Vancouver Whitecaps     | Canadá                 | 2016                | 27       | 3      |
| Árabe Unido             | Panamá                 | 2017                | 2        | 2      |
| Blooming                | Bolivia                | 2017                | 10       | 4      |
| CSD Municipal           | Guatemala              | 2017 - 2018         | 20       | 5      |
| Árabe Unido             | Panamá                 | 2018                | 15       | 1      |
| Total en su Carrera     | Total en su Carrera    | Total en su Carrera | 689      | 275    |

## Estadísticas en Colombia
| Competición       | Partidos | Goles | Promedio |
| ----------------- | -------- | ----- | -------- |
| Primera División  | 116      | 41    | 0.35     |
| Segunda División  | 29       | 29    | 1.00     |
| Copa Libertadores | 17       | 10    | 0.59     |
| Total FPC         | 162      | 70    | 0.43     |

## Palmarés

### Campeonatos nacionales
| Título              | Club             | País     | Año     |
| ------------------- | ---------------- | -------- | ------- |
| Anaprof             | Panamá Viejo FC  | Panamá   | 2000-01 |
| Anaprof             | CD Árabe Unido   | Panamá   | 2001-A  |
| Anaprof             | CD Árabe Unido   | Panamá   | 2001-C  |
| Torneo Finalización | Deportivo Cali   | Colombia | 2005    |
| Torneo Finalización | Cúcuta Deportivo | Colombia | 2006    |

### Distinciones individuales
| Distinción                                          | Año  |
| --------------------------------------------------- | ---- |
| Goleador de la Primera B de Colombia (29 goles)     | 2004 |
| Goleador de la Copa Libertadores 2007 (8 goles)     | 2007 |
| Goleador de la Liga de Ascenso de México (15 goles) | 2011 |